# Peter Willmaser
Peter Willmaser (* 7. Juni 1941 in Gera; † 6. April 1989 ebenda) war ein deutscher Maler und Grafiker.

## Leben
Willmaser absolvierte von 1955 bis 1958 in Greiz eine Lehre als Schrift- und Plakatmaler. Nach einem freiwilligen Dienst bei der NVA arbeitete er von 1961 bis 1963 als Plakatmaler, Gebrauchsgrafiker und Kulturhausleiter in Greiz. Als künstlerischer Autodidakt wurde er 1963 in den Verband Bildender Künstler der DDR (VBK) aufgenommen, und er arbeitete seitdem freischaffend als Maler und Grafiker in Gera.
Willmaser war vor allem Landschaftsmaler. Außerdem schuf er plastische und baubezogene Auftragswerke, so u. a. in Gera-Lobeda Wandbilder an zwei Kindergärten und einer Kaufhalle. Mit Vorliebe gestaltete er Kunstwerke für Kinder. Bei der Gestaltung der Außenwände von Kindergärten „versuchte er, entweder durch benutzbare Durchbrüche und geometrische Grundformen oder leuchtend farbige, in Alkydharzmalerei ausgeführte Wandmalereien eine phantasievolle Welt für Kinder zu bauen.“
Studienreisen führten Willmaser nach Bulgarien, in die Sowjetunion und die CSSR. 1984 erhielt er den Kunstpreis des Rates des Bezirks Gera.
Bilder Willmasers befinden sich u. a. im Otto-Dix-Haus Gera und in der Kunstsammlung der Wismut GmbH, Chemnitz.

## Werke (Auswahl)

### Tafelbilder
- Frühling (1973, Öl, 47,3 × 64,5 cm)[2]
- Herbstlandschaft (um 1978, Öl, 65,1 × 80,4 cm; Otto-Dix-Haus Gera)
- Winterlandschaft (Öl, 55 × 70 cm; Otto-Dix-Haus)
- Spuren (1987, Öl, 100 × 100 cm; Otto-Dix-Haus)

### Zeichenkunst
- Boote im Hafen (Aquarell; Kunstsammlung der Wismut GmbH, Chemnitz)[3]
- Häuserzeile (um 1973, Aquarell, 23 × 28,5 cm)[4]
- Bulgarischer Sommer (1981, Aquarell, 65,1 × 83,7 cm; Otto-Dix-Haus Gera)
- Mädchenkopf mit Tuch (1964, Federzeichnung)[5]

### Weiteres
- Das tapfere Schneiderlein (1978, Wandbild in Mischtechnik; in einem Kinder-Ferienzentrum in Friedrichroda, nicht erhalten)[6]
- Vier Hauszeichen an Neubauten (1985, Collagen aus Keramik- und Steinelementen; Gera, Schuhgasse)[7]
- Clown (mechanische Spielfigur, Holz, bemalt; Ausführung durch einen Geraer Kunsthandwerker)[6]

## Ausstellungen (unvollständig)

### Einzelausstellungen
- 1986: Burgk/Saale, Schloss Burgk, Neue Galerie („Kunst im Bezirk Gera. Eberhard Dietzsch, Horst Gröschel, Peter Willmaser“)

### Ausstellungsbeteiligungen
- 1969, 1979 und 1984: Gera, Bezirkskunstausstellungen
- 1982/1983 und 1987/1988: Dresden, IX. und X. Kunstausstellung der DDR